# Вандербильт, Эмили Торн
Эмили Торн Вандербильт (англ. Emily Thorn Vanderbilt; 1852, Статен-Айленд, Нью-Йорк — 29 июля 1946 или 28 июля 1946, Ленокс, Массачусетс) — американская филантроп семейства Вандербильтов.

## Биография
Родилась 31 января 1852 года на Статен-Айленде (штат Нью-Йорк) в семье Уильяма Генри Вандербильта и его жены и Марии Луизы Киссам.
Встав взрослой и имея большое состояние, занималась благотворительностью. Эмили профинансировала создание женской больницы Слоун в Нью-Йорке, пожертвовав для этого более 1 000 000 долларов. В настоящее время больница является частью учреждения здравоохранения NewYork-Presbyterian Hospital/Morgan Stanley Children's Hospital и работает до сих пор.

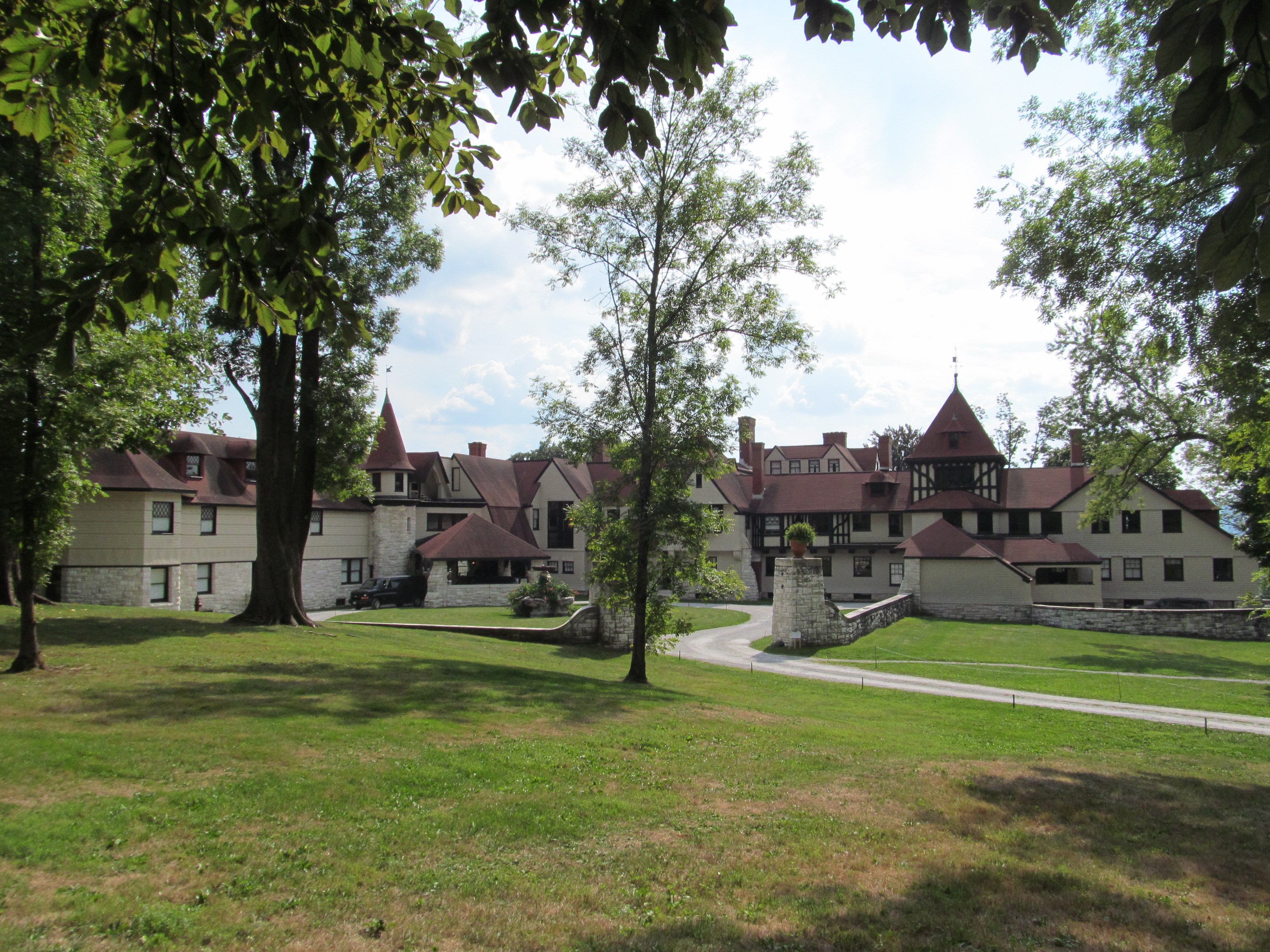
Особняк Elm Court

В 1885 году Эмили Вандербильт и её муж поручили архитектурной фирме Peabody and Stearns построить особняк Elm Court в гонтовом стиле в Леноксе, штат Массачусетс.
Здесь Эмили Торн Вандербильт последние годы своей жизни и умерла 28 июля 1946 года. Была похоронена в семейном мавзолее Вандербильтов в Нью-Дорпе на Статен-Айленде (штат Нью-Йорк).

## Семья
В 1872 году двадцатилетняя Эмили Торн вышла замуж за Уильяма Дугласа Слоана; они стали родителями трех дочерей и двух сыновей:
- Флоренс Адель Слоан (1873—1960),
- Эмили Вандербильт Слоан (1874—1970),
- Лила Вандербильт Слоун (1878—1934),
- Уильям Дуглас Слоан (1883—1884),
- Малкольм Дуглас Вандербильт Слоан (1885—1924).

В 1920 году, после смерти Уильяма Слоана, она вышла замуж за Генри Уайта — американского посла во Франции и Италии, подписавшего Версальский мирный договор. После его смерти в 1927 году замуж не выходила.